# 한국농림수산방송
《한국농림수산방송》(韓國農林水産放送, ATV)은 대한민국의 늘푸른농업방송이 운영하는 유료 방송 채널로, 2007년 3월에 개국하였다.